# Bianca di Navarra (duchessa di Bretagna)

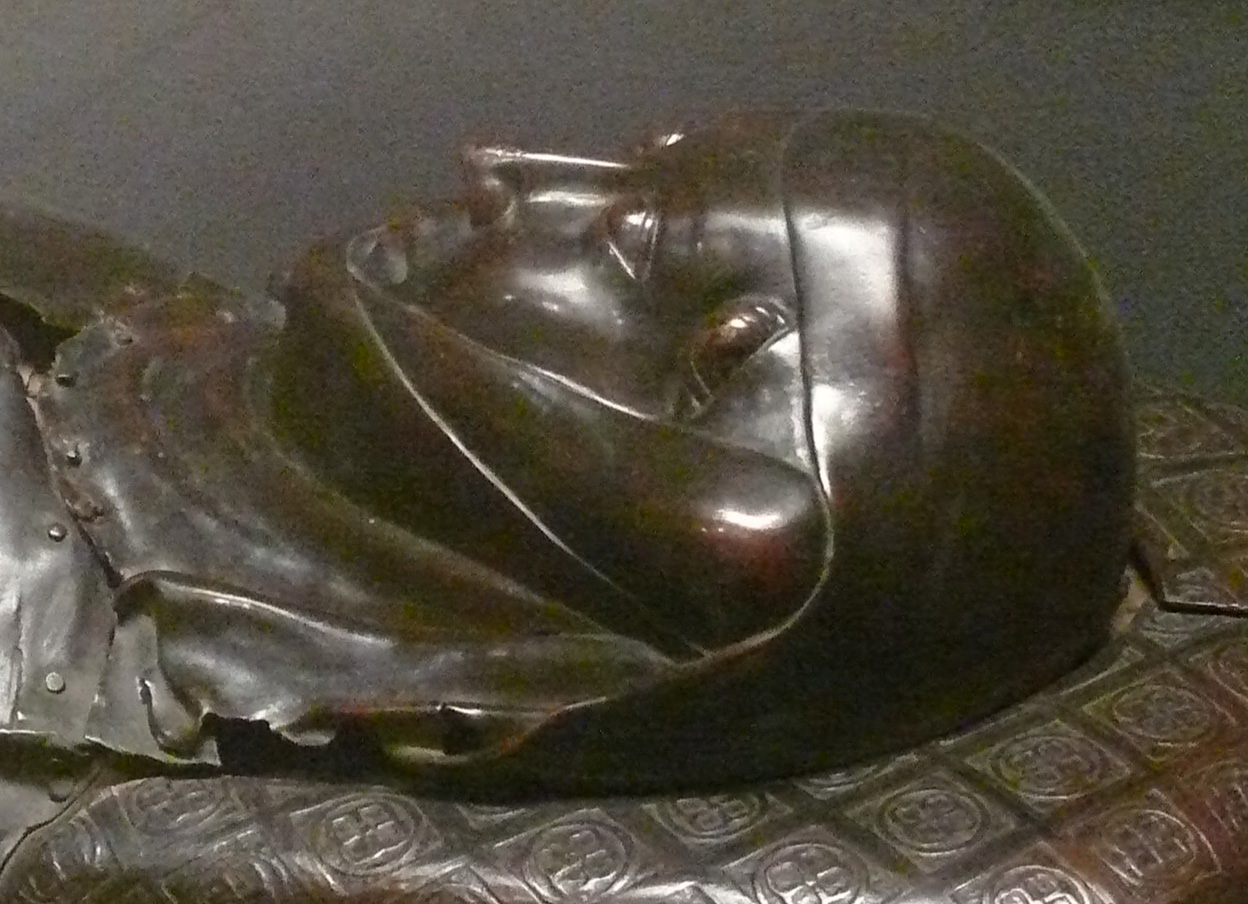
Statua funeraria di Bianca di Navarra, oggi al Museo del Louvre di Parigi

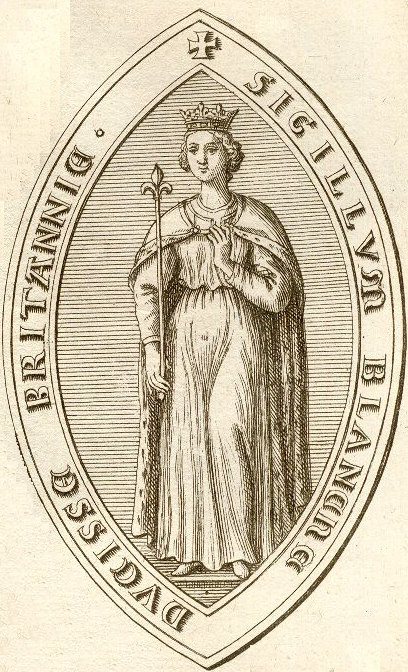
Sigillo di Bianca di Navarra, duchessa di Bretagna

Bianca di Navarra (Blanca in spagnolo, asturiano, in catalano, in aragonese e in fiammingo, Branca in galiziano, in portoghese, Blanka in basco, e in tedesco Blanche in francese e in inglese. Blanca in latino; 19 gennaio 1226 – Hédé, 11 agosto 1283), principessa di Champagne e di Navarra, fu duchessa consorte di Bretagna dal 1235 fino alla sua morte e contessa consorte di Richmond nel 1268.

## Origine
Secondo la Chronica Albrici Monachi Trium Fontium, Bianca era figlia di Tebaldo il Saggio, re di Navarra (Tebaldo I) e conte di Champagne (Tebaldo IV), e di Agnese di Beaujeu, che era figlia di Guiscardo IV signore di Beaujeu e di Sibilla di Hainaut, precisando che Agnese di Beaujeu era cugina prima di Luigi VIII di Francia e compagna di giochi di Luigi IX il Santo, alla corte di Parigi.
Secondo Goffredo di Villehardouin, nel suo Chronicles of the Crusades (non consultato), Tebaldo il Saggio era l'unico figlio maschio del conte di Champagne, Tebaldo IIIe di Bianca di Navarra, che, secondo il Nobiliario de D. Pedro Conde de Barcelos hijo del Rey D. Dionis de Portugal Bianca era figlia del re di Navarra Sancho VI il Saggio e Sancha di Castiglia, figlia del re di León e Castiglia, Alfonso VII e di Berenguela di Barcellona, figlia del conte di Barcellona, Raimondo Berengario III e quindi sorella del principe d'Aragona e conte di Barcellona Raimondo Berengario IV.

## Biografia
Nella sua cronaca, Alberic de Trois-Fontaines cita Bianca, senza nominarla, come l'unica figlia di Agnese di Beaujeu, contessa di Champagne (Agnes comitissa Campanie) e del marito, conte di Champagne (comite Campaniae, marito suo).
Alla nascita, il 19 gennaio 1226, come risulta dal documento n° 1738 delle Layettes du trésor des chartes : de l'année 1224 à l'année 1246 che riporta la lettera di Ottone I di Merania, datata al gennaio 1226, Bianca fu fidanzata a Ottone (ca. 1218-1248), figlio del duca di Merania e di Andechs, Ottone I di Merania, e della contessa di Borgogna Beatrice II. Ma il matrimonio non fu mai celebrato, perché Ottone, che, nel 1231, era divenuto conte di Borgogna, nel 1234, sposò la figlia d'Alberto conte del Tirolo, Elisabetta (?-1256).
Nel 1231, alla morte della madre, Bianca era l'unica figlia di Tebaldo il Saggio e quindi erede alla contea di Champagne e poi, dal 1234, del regno di Navarra.
Bianca venne data in moglie nel 1236 al Duca di Bretagna, Giovanni I, che, sia secondo l'Ex Chronico Britannico Altero, che l'Ex Chronico Ruyensis Cœnobii, era il figlio maschio primogenito del Duca reggente di Bretagna, Conte di Richmond e Conte di Penthièvre, Pietro detto Mauclerc e della moglie, la duchessa di Bretagna Alice di Thouars. Il contratto di matrimonio, come da documento n° 2432 delle Layettes du trésor des chartes : de l'année 1224 à l'année 1246, era stato redatto a Château-Thierry, Aisne, il 16 gennaio 1236; il contratto prevedeva che alla morte di Tebaldo I, Giovanni di Bretagna avrebbe ereditato il regno di Navarra.
Bianca venne confermata duchessa di Bretagna nel 1237, quando Giovanni raggiunse la maggiore età e giurò fedeltà al re di Francia, Luigi IX il Santo, a Parigi, il 16 novembre 1237; il suocero Pietro Mauclerc, nel 1235, aveva adottato il nome, Pietro di Braine e rinunciando ai suoi titoli, poi divenne crociato e morì, nel 1250, rientrando in patria dalla settima crociata.
Nel 1239, con la nascita del fratellastro, Tebaldo (Nel 1232, il padre di Bianca, Tebaldo il Saggio si era risposato con Margherita di Borbone-Dampierre), l'erede maschio, la posizione di erede al trono col marito Giovanni fu molto indebolita; infatti, alla morte di Tebaldo I, nel 1253, il fratellastro succedette al padre sul trono di Navarra, col nome di Tebaldo II e, nel 1254, suo marito Giovanni, in seguito ad un accordo, rinunciò alle pretese al trono di Navarra, in cambio di 3000 Livre tournois annue.
Nel 1270, Bianca fondò l'abbazia della Gioia, vicino a Hennebont (Morbihan).
Bianca, secondo le Mémoires pour servir de preuves à l'Histoire ecclésiastique et civile de Bretagne, Tome I, morì al castello di Hédé, Ille-et-Vilaine, l'11 agosto 1283, e fu tumulata a Hennebont, nell'abbazia da lei fondata.

## Figli
Bianca diede al marito, Giovanni, otto figli:
- Giovanni (1239 -1305), Duca di Bretagna[14], sposato a Beatrice d'Inghilterra
- Pietro[17] (1241 -1268), signore di Dinan, Léon, Hédé, Hennebont e Roche-Derrien
- Alice (1243 -1288), che secondo le Mémoires pour servir de preuves à l'Histoire ecclésiastique et civile de Bretagne, Tome I, sposò Giovanni di Châtillon[18]
- Teobaldo[19] (1245 –1246)
- Teobaldo[19] (1247, morto poco dopo la nascita)
- Eleonora[19] (1248, morta giovane)
- Nicola[19] (1249–1261)
- Roberto[19] (1251–1259).

## Ascendenza
|                                               |                                |                                       | Genitori                                   |  |  | Nonni |  |  | Bisnonni                     |  |  | Trisnonni                              |  |
|                                               |                                |                                       |                                            |  |  |       |  |  | Enrico I, conte di Champagne |  |  | Tebaldo II, conte di Blois e Champagne |  |
|                                               |                                |                                       |                                            |  |  |       |  |  | Enrico I, conte di Champagne |  |  | Tebaldo II, conte di Blois e Champagne |  |
|                                               |                                | Matilde di Carinzia                   |                                            |  |  |       |  |  | Enrico I, conte di Champagne |  |  |                                        |  |
| Tebaldo III, conte di Champagne               |                                |                                       |                                            |  |  |       |  |  | Enrico I, conte di Champagne |  |  |                                        |  |
|                                               |                                | Maria di Francia                      | Luigi VII, re di Francia                   |  |  |       |  |  |                              |  |  |                                        |  |
|                                               |                                | Maria di Francia                      | Luigi VII, re di Francia                   |  |  |       |  |  |                              |  |  |                                        |  |
|                                               |                                | Maria di Francia                      | Eleonora, duchessa d'Aquitania e Guascogna |  |  |       |  |  |                              |  |  |                                        |  |
| Tebaldo I, re di Navarra e conte di Champagne |                                | Maria di Francia                      |                                            |  |  |       |  |  |                              |  |  |                                        |  |
|                                               |                                | Sancho VI, re di Navarra              | García IV Ramírez, re di Pamplona          |  |  |       |  |  |                              |  |  |                                        |  |
|                                               |                                | Sancho VI, re di Navarra              | García IV Ramírez, re di Pamplona          |  |  |       |  |  |                              |  |  |                                        |  |
|                                               |                                | Sancho VI, re di Navarra              | Margherita de l'Aigle                      |  |  |       |  |  |                              |  |  |                                        |  |
| Bianca di Navarra                             |                                | Sancho VI, re di Navarra              |                                            |  |  |       |  |  |                              |  |  |                                        |  |
|                                               |                                | Sancha di León e Castiglia            | Alfonso VII, re di Castiglia e León        |  |  |       |  |  |                              |  |  |                                        |  |
|                                               |                                | Sancha di León e Castiglia            | Alfonso VII, re di Castiglia e León        |  |  |       |  |  |                              |  |  |                                        |  |
|                                               |                                | Sancha di León e Castiglia            | Berengaria di Barcellona                   |  |  |       |  |  |                              |  |  |                                        |  |
| Bianca di Navarra                             |                                | Sancha di León e Castiglia            |                                            |  |  |       |  |  |                              |  |  |                                        |  |
|                                               | Umberto IV, signore di Beaujeu | Umberto III, signore di Beaujeu       |                                            |  |  |       |  |  |                              |  |  |                                        |  |
|                                               | Umberto IV, signore di Beaujeu | Umberto III, signore di Beaujeu       |                                            |  |  |       |  |  |                              |  |  |                                        |  |
|                                               | Umberto IV, signore di Beaujeu | Alice di Savoia                       |                                            |  |  |       |  |  |                              |  |  |                                        |  |
| Guiscardo IV, signore di Beaujeu              | Umberto IV, signore di Beaujeu |                                       |                                            |  |  |       |  |  |                              |  |  |                                        |  |
|                                               |                                | Agnese di Thiern, dama di Montpensier | Guido di Thiern, signore di Montpensier    |  |  |       |  |  |                              |  |  |                                        |  |
|                                               |                                | Agnese di Thiern, dama di Montpensier | Guido di Thiern, signore di Montpensier    |  |  |       |  |  |                              |  |  |                                        |  |
|                                               |                                | Agnese di Thiern, dama di Montpensier | …                                          |  |  |       |  |  |                              |  |  |                                        |  |
| Agnese di Beaujeu                             |                                | Agnese di Thiern, dama di Montpensier |                                            |  |  |       |  |  |                              |  |  |                                        |  |
|                                               |                                | Baldovino V, conte di Hainaut         | Baldovino IV, conte di Hainaut             |  |  |       |  |  |                              |  |  |                                        |  |
|                                               |                                | Baldovino V, conte di Hainaut         | Baldovino IV, conte di Hainaut             |  |  |       |  |  |                              |  |  |                                        |  |
|                                               |                                | Baldovino V, conte di Hainaut         | Alice di Namur                             |  |  |       |  |  |                              |  |  |                                        |  |
| Sibilla di Hainaut                            |                                | Baldovino V, conte di Hainaut         |                                            |  |  |       |  |  |                              |  |  |                                        |  |
|                                               |                                | Margherita I, contessa di Fiandra     | Teodorico di Alsazia, conte di Fiandra     |  |  |       |  |  |                              |  |  |                                        |  |
|                                               |                                | Margherita I, contessa di Fiandra     | Teodorico di Alsazia, conte di Fiandra     |  |  |       |  |  |                              |  |  |                                        |  |
|                                               |                                | Margherita I, contessa di Fiandra     | Sibilla d'Angiò                            |  |  |       |  |  |                              |  |  |                                        |  |
|                                               |                                | Margherita I, contessa di Fiandra     |                                            |  |  |       |  |  |                              |  |  |                                        |  |

### Fonti primarie
- (LA)  Monumenta Germaniae Historica, Scriptores, tomus XXIII.
- (LA)  Layettes du trésor des chartes : de l'année 1224 à l'année 1246.
- (LA)  Rerum Gallicarum et Francicarum Scriptores, tomus XVIII.
- (LA)  Mémoires pour servir de preuves à l´histoire ecclésiastique et civile de Bretagne, Tome I.
- (FR)  William of Tyre, Recueil des historiens des croisades. Historiens occidentaux..
- (LA)  Chronicon Savigniacense, Stephani Baluzii Miscellaneorum, Liber II, Collectio Veterum.
- (PT)  Nobiliario de D. Pedro Conde de Bracelos hijo del Rey D. Dionis de Portugal.

### Letteratura storiografica
- Charles Petit-Dutaillis, Luigi IX il Santo, in Storia del mondo medievale, vol. V, 1999, pp. 829–864.
- Rafael Altamira, La Spagna (1031-1248), in Storia del mondo medievale, vol. V, 1999, pp. 865–896;
- (FR)  Lobineau, G. A. (1707) Histoire de Bretagne (Paris), Tome I.